# Pasqualina Napoletano
Pasqualina Napoletano (Molfetta, 28 settembre 1949) è un'ex politica italiana.

## Biografia

### Attività politica
Iscritta al Partito Comunista Italiano dal 1971, è stata responsabile femminile di Roma, consigliera regionale del Lazio (1980-1985) e capogruppo del PCI.
Eletta al Parlamento europeo e in carica nel periodo 1989-1994, è subentrata nuovamente nel 1996 (dopo le dimissioni di Enrico Montesano), poi è riconfermata nel 1999 con i DS e nel 2004, quando viene eletta nella lista di Uniti nell'Ulivo nella circoscrizione centro, ricevendo 155.000 preferenze. È iscritta al gruppo parlamentare del Partito Socialista Europeo.
È vicepresidente del PSE; membro della Commissione per gli affari esteri; della Sottocommissione per i diritti dell'uomo; della Commissione temporanea sulle sfide e i mezzi finanziari dell'Unione allargata nel periodo 2007-2013; della Delegazione per le relazioni con i paesi del Maghreb e l'Unione del Maghreb arabo (compresa la Libia); della Delegazione per le relazioni con i paesi del Mashrek; della Delegazione all'Assemblea parlamentare Euromediterranea.
Nel 1998 fu candidata dal centrosinistra a Presidente della provincia di Roma: risulta la più votata al primo turno, ma poi perde al ballottaggio contro il candidato del centrodestra Silvano Moffa, fermandosi al 48,9% dei voti.
Nel maggio 2007 ha lasciato i DS ed ha aderito a Sinistra Democratica. In seguito aderisce al partito di Nichi Vendola, Sinistra Ecologia Libertà. Dopo la fine del partito nel 2016, lascia definitivamente la politica.